# Mesembrius tarsatus
Mesembrius tarsatus är en tvåvingeart som först beskrevs av Jacques-Marie-Frangile Bigot 1883.  Mesembrius tarsatus ingår i släktet Mesembrius och familjen blomflugor.
Artens utbredningsområde är Uganda. Inga underarter finns listade i Catalogue of Life.